# Crevin
Crevin (bret. Kreven) – miejscowość i gmina we Francji, w regionie Bretania, w departamencie Ille-et-Vilaine.
Według danych na rok 1990 gminę zamieszkiwało 1247 osób, a gęstość zaludnienia wynosiła 150 osób/km² (wśród 1269 gmin Bretanii Crévin plasuje się na 491. miejscu pod względem liczby ludności, natomiast pod względem powierzchni na miejscu 893.).